# Neoitamus belokobylskii
Neoitamus belokobylskii là một loài ruồi trong họ Asilidae. Neoitamus belokobylskii được Lehr miêu tả năm 1999. Loài này phân bố ở vùng Cổ Bắc giới.